# Desmodieae
Tribu
Classification phylogénétique
Les Desmodieae sont une tribu de plantes à fleurs dicotylédones de la famille des Fabaceae, sous-famille des Faboideae, originaire des régions tropicales, subtropicales et tempérées chaudes, à répartition quasi-cosmopolite, qui compte une trentaine de genres et environ 530 espèces.
Cette tribu est classiquement subdivisée en trois sous-tribus : Bryinae, Desmodiinae et Lespedezinae. À la suite d'études moléculaires, seules deux sous-tribus ont été retenues, les Desmodiinae et Lespedezinae, la sous-tribu des Bryinae étant transférée dans la tribu des Dalbergieae sensu lato.  La tribu a été par la suite, sur la base d'analyses du gène chloroplastique rbcL, circonscrite en trois clades : le clade Lespedeza (3 genres), qui correspond à la sous-tribu des Lespedezinae, et les clades Phyllodium (12 genres) et Desmodium (17 genres), qui correspondent ensemble à la sous-tribu des Desmodiinae.

## Liste des genres
Selon NCBI (14 août 2018) :
- Akschindlium H.Ohashi, 2003
- Alysicarpus Neck. ex Desv., 1813
- Aphyllodium (DC.) Gagnep., 1916
- Arthroclianthus Baill., 1870
- Campylotropis Bunge
- Christia Moench
- Codariocalyx Hassk., 1841
- Dendrolobium (Wight & Arn.) Benth., 1852
- Desmodiastrum (Prain) A.Pramanik & Thoth., 1986
- Desmodium Desv.
- Droogmansia De Wild., 1902
- Eleiotis DC., 1825
- Hanslia Schindl., 1924
- Hegnera Schindl., 1924
- Hylodesmum H.Ohashi & R.R.Mill, 2000
- Kummerowia Schindl.
- Leptodesmia Benth.
- Lespedeza Michx.
- Mecopus Benn., 1840
- Melliniella Harms, 1914
- Monarthrocarpus Merr., 1910
- Nephrodesmus Schindl., 1916
- Ohwia H.Ohashi
- Ototropis Nees. 1839
- Ougeinia Benth.
- Phyllodium Desv., 1813
- Pseudarthria Wight & Arn., 1834
- Pycnospora R.Br. ex Wight & Arn.
- Tadehagi H.Ohashi
- Trifidacanthus Merr., 1917
- Uraria Desv., 1813